# 톰과 제리: 사라진 드래곤
《톰과 제리: 사라진 드래곤》(Tom and Jerry: The Lost Dragon)은 2014년에 공개된 미국의 비디오 영화이다. 스파이크 브랜트와 토니 서본이 영화를 감독 및 제작하였고, 2014년 9월 1일 샌디에이고 코믹콘 인터내셔널을 통해 공개되었다.

## 목소리 배역
- 아테나 역의 켈리 스테이블스
- 드리젤다 역의 비키 루이스
- 칼도프 역의 짐 커밍스
- 엘더의 아내 역의 라레인 뉴먼
- 틴 역의 그레그 엘리스
- 팬 역의 제스 하넬
- 앨리 역의 리차드 맥고너글
- 엘더 역의 웨인 나이트
- 엘프 소년 역의 디 브래들리 베이커